# Институт астрофизики Общества Макса Планка
Институт астрофизики (нем. Max-Planck-Institut für Astrophysik, сокр. MPA) — внеуниверситетский научно-исследовательский институт общества Макса Планка, расположенные в Гархинге, близ Мюнхена (Бавария, Германия). Институт проводит фундаментальные естественно-научные исследования в области астрофизики.
В настоящее время институтом руководит 4 директора: Мартин Асплунд, Саймон Уайт, Рашид Сюняев и директор-распорядитель (нем. geschäftsführender Direktor) Вольфганг Хиллебрандт. В 2006 году в институте работали 120 сотрудников, включая 46 учёных и 34 младших научных сотрудников, а также 9 трёхгодовых позиций и 61 приглашённых учёных.

## История
Он был основан как отделение Института физики в Гёттингене. Переехав в 1958 году в Мюнхен институт расширил своё название до Института физики и астрофизики. Его директорами были Вернер Гейзенберг и Людвиг Бирманн. Институт разрабатывал фундаментальные идеи в области физики Солнца, физики плазмы и звёздных структур. В 1963 как новая часть был основан Институт внеземной физики общества Макса Планка.
В 1991 году произошло разделение на 3 отдельных института Макса Планка: Институт физики, Институт внеземной физики и собственно астрофизический институт.

## Исследования
В институте исследования проводятся в рамках следующих областей физики:
- Солнце и межзвёздная среда
- сверхновые звёзды
- Термоядерный синтез
- Двойные звёзды
- Галактики
- Гравитационные линзы
- Физическая космология
- Квантовая механика
- Астрохимия

и др.
Исследования в основном посвящены теоретической астрофизике. Из-за тесного сотрудничества различных областей науки и междисциплинарного характера исследования, нет строгого определения индивидуальных исследований в институте.

## Образовательная программа
Международная исследовательская школа Макса Планка (IMPRS, англ. The International Max Planck Research School) по астрофизике включает в себя аспирантуру по астрофизике. Школа сотрудничает с Мюнхенским университетом Людвига-Максимилиана.